# Phú Bình (Long Khánh)
Phú Bình is een phường van Long Khánh, een thị xã in de provincie Đồng Nai.